# Kawalaktony
Kawalaktony - jest to grupa organicznych związków chemicznych występujących w korzeniach pieprzu metystynowego.
Nazwa kawalaktony obejmuje 18 znanych dziś związków chemicznych. Niektóre z nich wykazują działanie psychoaktywne. Efekty działania kawalaktonów na człowieka obejmują uspokojenie, rozluźnienie mięśni, podniesienie nastroju, uczucie podobne do śnienia oraz zdrętwienie dziąseł i ust. Kawalaktony wykazują także działanie przeciwdrgawkowe i znieczulające. Długotrwałe używanie kawalaktonów nie powoduje spowolnienia czasu reakcji ani obniżenia zdolności intelektualnych, może jednak wpływać na poziom niektórych enzymów żołądkowych. Istnieją doniesienia, że preparaty z pieprzu metystynowego mogą wpływać toksycznie na wątrobę. Jednak nie jest to spowodowane przez kawalaktony lecz pipermetystynę, alkaloid występujący głównie w nadziemnej łodydze i liściach. Przy tradycyjnym sporządzaniu napojów wykorzystywane są jedynie kłącza i korzenie.

## Struktury
|  |  |  |  |
|  |  |  |  |

| Nazwa                                | Struktura | R1    | R2    | R3    | R4  |
| ------------------------------------ | --------- | ----- | ----- | ----- | --- |
| Jangonina                            | 1         | -OCH3 | -H    | -H    | -H  |
| 10-metoksyjangonina                  | 1         | -OCH3 | -H    | -OCH3 | -H  |
| 11-metoksyjangonina                  | 1         | -OCH3 | -OCH3 | -H    | -H  |
| 11-hhydroksyjangonina                | 1         | -OCH3 | -OH   | -H    | -H  |
| 5,6-dehydrokawaina                   | 1         | -H    | -H    | -H    | -H  |
| 11-metoksy-12-hydroksydehydrokawaina | 1         | -OH   | -OCH3 | -H    | -H  |
| 7,8-dihydrojangonina                 | 2         | -OCH3 | -H    | -H    | -H  |
| Kawaina                              | 3         | -H    | -H    | -H    | -H  |
| 5-hydroksykawaina                    | 3         | -H    | -H    | -H    | -OH |
| 5,6-dihydrojangonina                 | 3         | -OCH3 | -H    | -H    | -H  |
| 7,8-dihydrokawaina                   | 4         | -H    | -H    | -H    | -H  |
| 5,6,7,8-tetrahydrojangonina          | 4         | -OCH3 | -H    | -H    | -H  |
| 5,6-dehydrometystycyna               | 5         | -     | -     | -H    | -H  |
| Metystycyna                          | 7         | -     | -     | -H    | -H  |
| 7,8-dihydrometystycyna               | 8         | -     | -     | -H    | -H  |